# クロステナガザル
クロステナガザル（Hylobates klossii）は、霊長目テナガザル科テナガザル属に分類されるサル。

## 分布
インドネシア（メンタワイ諸島）固有種

## 形態
毛色が黒い点はフクロテナガザル(シアマン)と似ているが、フクロテナガザルより小さく、のど袋を持たない。体サイズは44-63cm、大きなものでも体重は6kg程度である。他のテナガザルと同様、長い腕を持ち、尾はない。

## 生態
昼行性で熱帯雨林に生息する。長い腕で木にぶら下がり、地上に降りることは滅多にない。他のテナガザル同様、一夫一婦のペアを形成し、およそ20-30haの縄張りを築いて生活する。この縄張り内への他のテナガザルの侵入は許されない。主に果実食で、植物の果実以外の部分や鳥の卵、さらに小型脊椎動物を食べることもある。
クロステナガザルが歌う歌は、あらゆるテナガザルの歌の中で最も美しいとされる。オスメス両方が、特に朝方と夕方、比較的長い歌を歌う。ソロで歌うこともあるしデュエットすることもある。テナガザルの歌は、自分達の縄張りに近づくなという他の動物に向けた警告であるとともに、家族の絆を強める手段であるかもしれない。
繁殖生活は他のテナガザルとほぼ同じである。2-3年ごとに1匹の子を産み、妊娠期間は7ヶ月である。こどもは2年あまり授乳され、7歳前後で性成熟する。平均寿命は野生下でおよそ25歳、飼育下では40歳にまでなる。